# Sándor Mátrai
Sándor Mátrai, född 20 november 1932 i Nagyszénás, död 30 maj 2002 i Budapest, var en ungersk fotbollsspelare. Största delen av sin karriär spelade han för Ferencváros där han bland annat vann ligan tre gånger. För Ungerns landslag gjorde Mátrai 81 landskamper, och var med i VM 1958, VM 1962, Europacupen 1964 samt Världsmästerskapet i fotboll 1966.

## Meriter
Ferencváros
- Ungerska ligan: 1963, 1964, 1967
- Ungerska cupen: 1958

Ungern
- Europamästerskapet
  - Brons: 1964